# 1915 في الأرجنتين
فيما يلي قوائم الأحداث التي وقعت خلال عام 1915 في الأرجنتين.

## سياسة

### تعيين في المنصب
- 20 أغسطس – كارلوس سافيدرا لاماس Ministry of Justice and Public Instruction of Argentina  [لغات أخرى]‏.

### انتهاء فترة المنصب
- 1 يناير – كارلوس سافيدرا لاماس عضو مجلس النواب في الأرجنتين ‏.

## رياضة
- 1 يناير – دوري الدرجة الأولى الأرجنتيني 1915 الفائز نادي راسينغ.

## مواليد

### فبراير
- 5 فبراير – ألبرتو سوريانو ملحن أرجنتيني.
- 5 فبراير – كارلوس رينالدي مخرج أفلام أرجنتيني.
- 6 فبراير – خورخي سالسيدو ممثل أرجنتيني.
- 11 فبراير – بيبي إغليسياس
- 23 فبراير – الكسندر بيل لاعب كركيت أرجنتيني.

### مارس
- 21 مارس – روبيرتو إرانييتا لاعب كرة قدم أرجنتيني.

### يوليو
- 1 يوليو – اوسكار فاليسلي ممثل أرجنتيني.

### أكتوبر
- 3 أكتوبر – أدولفو غارسيا لاعب كرة قدم أرجنتيني.

### نوفمبر
- 3 نوفمبر – أوزفالدو ميراندا ممثل أرجنتيني.
- 20 نوفمبر – خورخي ماير كهنوت أرجنتيني.